# 三田茉莉
三田茉莉（日语：さんた 茉莉，11月16日—），日本女性插畫家、遊戲開發者。A型血。同人創作團體「Santa☆Festa！」主宰，主要從事二次創作活動。

## 作品一覽

### 人物原案
電視動畫
- 音樂少女

手機遊戲
- FLOWER KNIGHT GIRL 火棘、斯特拉
- 與你一起2（日语：君と一緒に）－負責期間限定配信登場女主角、長澤小百合的人物造型設計。

### 遊戲原畫
- ToHeart2 迷宮旅人（日语：ToHeart2 ダンジョントラベラーズ）
- AQUAPAZZA

### 成人遊戲原畫
- 戀的戀
- 戀的戀 Others
- 愛佳!! ～Leaf Amusement Soft Vol.5～
- Hell Guide
- [2]
- [3]
- [4]

### 插畫
- Over Image 超異能遊戲（日语：オーバーイメージ）（Media Factory〈MF文庫J〉，著：遊佐真弘（日语：遊佐真弘））東立出版社
- （MediaWorks〈電擊文庫〉，著：菱田愛日（日语：菱田愛日））
- 召喚學園的魔術史學（SB Creative〈GA文庫〉，著：中谷榮太）尖端出版
- （講談社〈講談社輕小說文庫〉，著：山田有（日语：山田有））
- （MediaWorks〈電擊文庫〉，著：上月司（日语：上月司））

### 插圖
- 我們没有翅膀（電視動畫版第2話片尾插圖）
- 純白交響曲（電視動畫版第4話片尾插圖）
- 三田茉莉畫集 Santa☆Festa！（電擊單行本）

### CD封套插圖
- （comic record 2015年8月14日[5]）
- 3STARS（comic record 2015年6月26日[5]）
- （comic record 2014年12月28日[5]）
- Perfect Free（comic record 2014年11月27日[5]）
- Lucy&Starlit Walk（comic record 2013年12月29日[5]）
- World Heroes（comic record 2013年8月11日[5]）
- HOLiDAY HOLyDAY（comic record 2013年7月26日[5]）
- A Sugar Business（comic record 2012年4月27日[5]）

## 外部連結
- AiramatnaS （页面存档备份，存于） （日語）－三田茉莉的官方個人部落格。
- 三田茉莉的pixiv （日語）
- 三田茉莉的X（前Twitter） （日語）